# Theo Katzman
Theo Katzman (né le 2 avril 1986) est un multi-instrumentiste, auteur, compositeur, interprète et producteur américain basé à Los Angeles, en Californie. Son style musical peut être décrit comme une fusion de pop, jazz, funk et rock indépendant. Il est membre du groupe Vulfpeck avec qui il joue de la guitare et de la batterie et dont il est le chanteur principal, en compagnie de Jack Stratton et Woody Goss et Joe Dart, bassiste qui l'accompagne aussi dans ses tournées en solo. Il a contribué aux œuvres de plusieurs artistes en tant que compositeur et producteur. Theo Katzman a sorti trois albums studios. Son dernier album solo Modern Johnny Sings: Songs in The Age of Vibe est sorti en janvier 2020.

## Carrière
Theo Katzman a grandi dans une famille de musiciens à Manhasset (Long Island), New York. Son père, Lee Katzman, était trompettiste de jazz et l'emmènerait très tôt aux répétitions. Vers l'âge de douze ans, il a commencé à jouer de la batterie, de la guitare et à écrire des chansons. En 2004, Theo Katzman a déménagé à Ann Arbor, Michigan, et a étudié le jazz à l'Université du Michigan. En 2005, il rejoint le groupe instrumental Toolbox qui évolue vers le groupe Ella Riot. Theo Katzman a fait une tournée avec le groupe de 2007 à 2010. Pendant cette période, le groupe sort un EP intitulé My Dear Disco et un album intitulé Dancethink.
Début 2010, Theo Katzman a poursuivi une carrière solo et s'est concentré sur son propre chant et son écriture. Il a formé le trio Love Massive. Le groupe s'est produit régulièrement et a ouvert au Festival folklorique d'Ann Arbor en 2011. Theo Katzman a sorti un EP intitulé Solo Acoustic en 2010 et a sorti son premier album studio Romance Without Finance en 2011,. Fin 2011, il a déménagé à Brooklyn et a sorti des clips de deux de ses chansons, "Hard For You" et "Brooklyn". En 2012, il a ouvert pour plusieurs artistes dont Vanessa Carlton, Matisyahu et Vienna Teng,. En 2013, il était le directeur musical et le premier acte de Darren Criss lors de sa tournée nationale, Listen Up,. En 2013, il a sorti un single intitulé "Pop Song".
Theo Katzman a travaillé avec plusieurs artistes en tant qu'auteur-compositeur et producteur. Il a co-écrit et produit Face the Fire, un album de Michelle Chamuel, et il a co-écrit plusieurs chansons pour un album de Darren Criss,. Il se produit avec le groupe de fusion irlandaise The Olllam, le groupe de funk Vulfpeck et en solo,.
Theo Katzman a sorti un single intitulé Hard Work en octobre 2016. Le deuxième album studio de Theo Katzman Heartbreak Hits est sorti en janvier 2017. Selon Theo Katzman, le concept de l'album est le chagrin et la perte. Une critique de Lee Zimmerman a noté le ton "optimiste" de l'album malgré le concept lyrique sous-jacent.
En octobre 2019, Theo Katzman a sorti un single intitulé "You Could Be President", un aperçu de son troisième album studio Modern Johnny Sings: Songs in the Age of Vibe. L'album est sorti en janvier 2020 sous le label Ten Good Songs.
Theo Katzman a grandi en écoutant de la musique rock et soul classique. Ses influences incluent la soul, le R&B, le funk, le rock et le folk. En tant qu'auteur-compositeur, il se concentre principalement sur le concept lyrique d'une chanson. Il écrit des parties pour guitare, basse, batterie et claviers. Ses auteurs-compositeurs préférés sont Frank Ocean, Joni Mitchell et Paul Simon, .

## Vulfpeck
En plus de son travail solo, Theo Katzman est membre du groupe de funk Vulfpeck . Formé en 2011, Vulfpeck est un groupe composé de Theo Katzman à la guitare, à la batterie et au chant, Jack Stratton aux claviers, batterie et guitare, Woody Goss aux claviers et Joe Dart à la basse et accompagné sur scène comme sur disque par Cory Wong à la guitare, Joey Dosik au chant, claviers et saxophone, et Antwaun Stanley au chant. Le groupe a sorti quatre EP, quatre albums studio et un album live.

## Discographie
- Romance Without Finance (2011)
- Heartbreak Hits (2017)
- Modern Johnny Sings: Songs in The Age of Vibe (2020)
- Be the Wheel (2023)

Albums live
- Acoustic Solo (2010)

- Theo Katzman sur Audiotree Live (2018)
- My Heart Is Live in Berlin (2019)
- Modern Johnny Tackles the Issues (2019)
- Modern Johnny Wallows in Introspection and Gently Goes Ma (2019)
- Live From The Other Side (2024)

Single
- "Pop Song"(2013)
- "Hard Work"(2016)
- "My Heart Is Dead"(2016)
- "You Could Be President"(2019)

Avec Vulfpeck
- Mit Peck EP (2011)
- Vollmilch EP (2012)
- My First Car EP (2013)
- Fugue State EP (2014)
- Thrill of the Arts (2015)
- The Beautiful Game (2016)
- Mr. Finish Line (2017)
- Hill Climber (2018)
- Live at Madison Square Garden (2019)

Avec Ella Riot
- Dancethink (2009)

Crédits de production et d'écriture
| Année | Artiste          | Album           | Chanson                        | Rôle                                                                 |
| ----- | ---------------- | --------------- | ------------------------------ | -------------------------------------------------------------------- |
| 2012  | Anna Ash         | These Holy Days | "Heartbreak Season"            | batterie, basse, coproducteur                                        |
| 2012  | Anna Ash         | These Holy Days | "Shoot Me With Your Best Shot" | Batteur, guitare acoustique, guitare électrique, chant, coproducteur |
| 2012  | Anna Ash         | These Holy Days | "These Holy Days"              | Batteur, percussions, voix, coproducteur                             |
| 2012  | Hannah Winkler   | NC              | "Hide It Away"                 | coproducteur, basse, guitare, caisse claire                          |
| 2013  | Teddy Geiger     | The Lasts Fears | "Ordinary Man"                 | Batteur, arrangement supplémentaire                                  |
| 2013  | Teddy Geiger     | The Lasts Fears | "Home"                         | Batteur, co-auteur                                                   |
| 2013  | Teddy Geiger     | The Lasts Fears | "Figure It Out"                | Batteur, guitare                                                     |
| 2013  | Teddy Geiger     | The Lasts Fears | "Ordinary Man"                 | Batteur, guitare                                                     |
| 2013  | Teddy Geiger     | The Lasts Fears | "Happier"                      | Batteur, basse                                                       |
| 2013  | Michelle Chamuel | NC              | "Go Down Singing"              | coproducteur, basse, guitare, caisse claire, écrivain                |
| 2013  | Chrystian Rawk   | NC              | Famous                         | coproducteur, batterie, guitare acoustique, guitare électrique       |
| 2014  | Dylan Saunders   | Confluence      | NC                             | co-auteur (pistes 1, 4, 6, 7, 8, 9, 11), chœurs (pistes 1, 3)        |
| 2014  | Jason French     | NC              | "You Just Want My Money"       | co-scénariste, coproducteur, chœurs, basse, guitare, batterie        |
| 2015  | Michelle Chamuel | Face au feu     | NC                             | auteur, interprète, producteur (toutes les pistes)                   |
| 2015  | Vérité           | NC              | "Wasterland"                   | guitare basse                                                        |
| 2017  | Kesha            | Rainbow         | "Rainbow"                      | percussion                                                           |

## Vie privée
Le père de Theo Katzman était un trompettiste de jazz avec The Tonight Show Band. Les grands-parents maternels de Theo Katzman étaient tous deux des musiciens classiques du Detroit Symphony et du Philadelphia Orchestra .